# Inger Bierbaum
Inger Caroline Bierbaum (født 31. oktober 1943 i Haderslev, død 1. maj 2015 i Nordborg) var en dansk politiker og lærer.
Socialdemokratiet – Folketingsmedlem for Sønderjyllands Amtskreds fra 21. september 1994.
Datter af husmand Nis Chr. Jørgensen og husmoder Cecilie Jørgensen.
Realeksamen Haderslev Realskole 1960. Uddannet butiksassistent 1961-63. Haderslev Statsseminarium 1963-68.
Lærer ved Hertug Hans' Skole 1968-69, ved Nordborg Skole 1969-73 og ved Østerlundskolen i Nordborg 1973-94.
Medlem af bestyrelsen for Nordals Socialdemokratiske Partiforening 1973-75. Medlem af Nordborg Kommunalbestyrelse 1974-94, formand for socialudvalget 1977-94, viceborgmester 1982-90 og igen fra 1994. Kasserer i Kommuneforeningen i Sønderjyllands Amt 1982-90 og næstformand 1990-94. Medlem af Sammenslutningen af Sociale Udvalg i Danmark (SASU) 1986-94. Lægdommer i Den Sociale Ankestyrelse 1990-98. Medlem af kontaktrådet til KL 1990-94. Medlem af bestyrelsen for Haderslev Statsseminarium 1998. Medlem af Kontaktudvalget for Det Tyske Mindretal 1998-2001.
Partiets kandidat i Augustenborgkredsen fra 1993.